# Turbogenerador

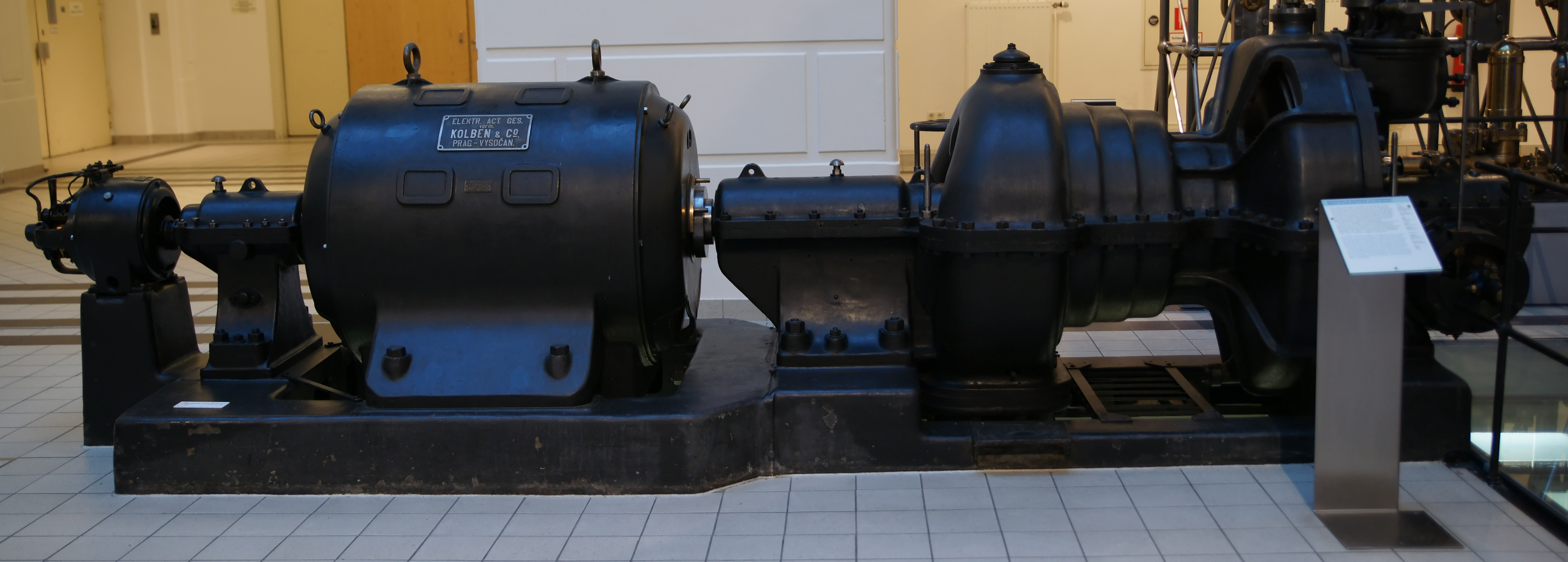
Grupo electrógeno con turbina de vapor de 250 kW (1910).

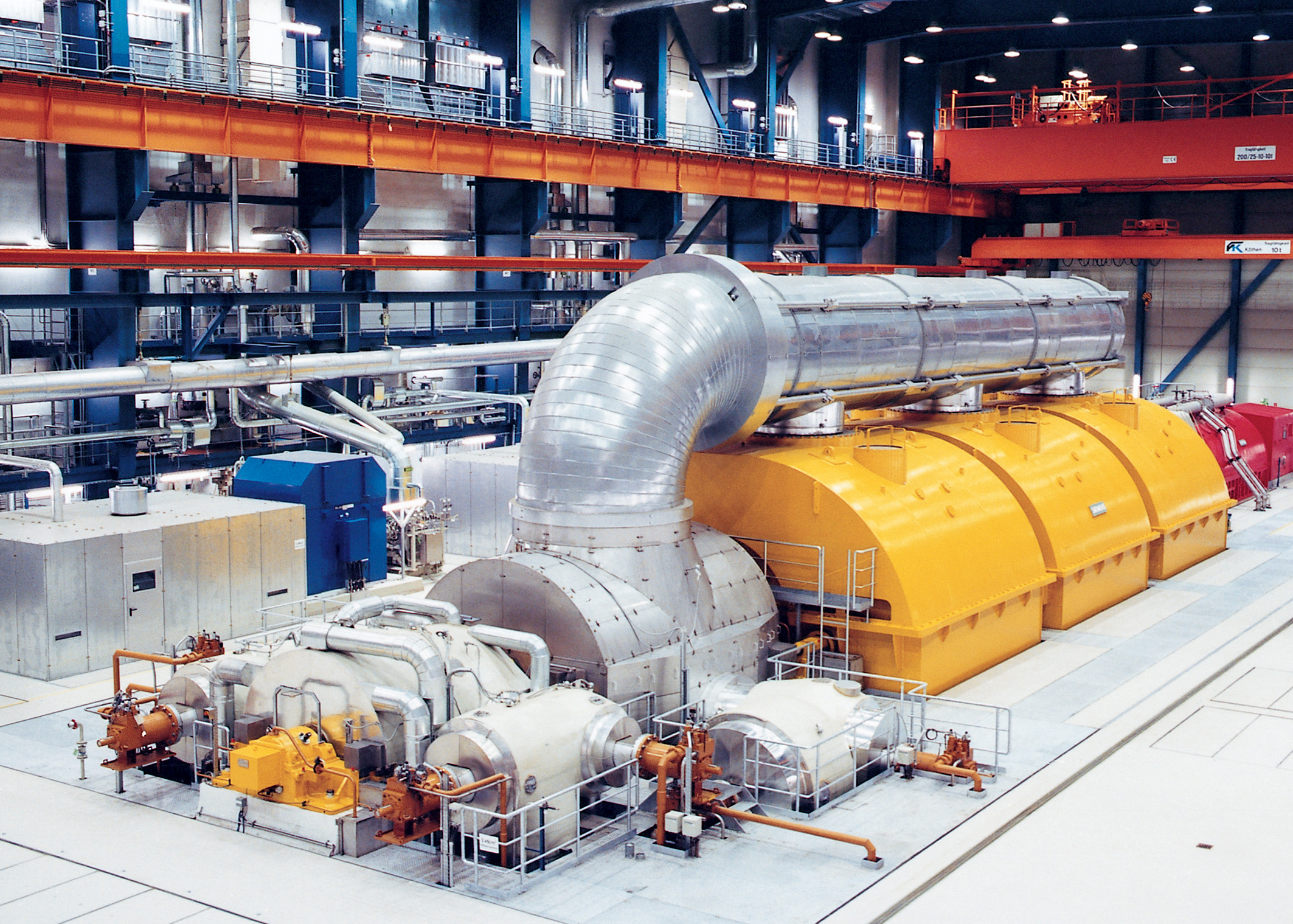
Turbina de vapor multietapa con grupo electrógeno (rojo) de 500 MW (Siemens).

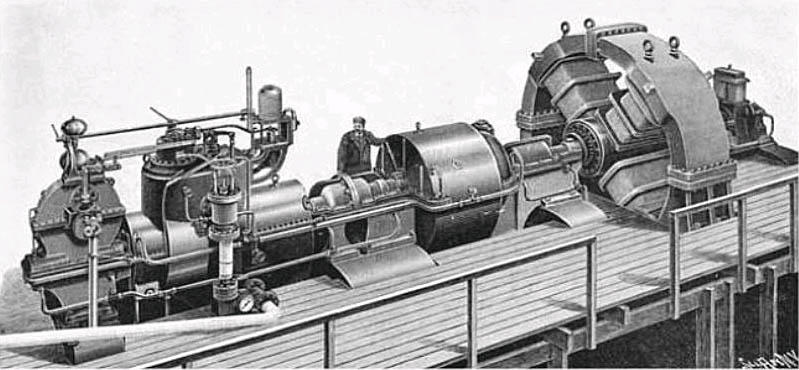
Primer "Turbogenerador" de 1 MW impulsado por turbina de vapor (fabricado por Parsons en 1900 para una planta en Elberfeld, Alemania).

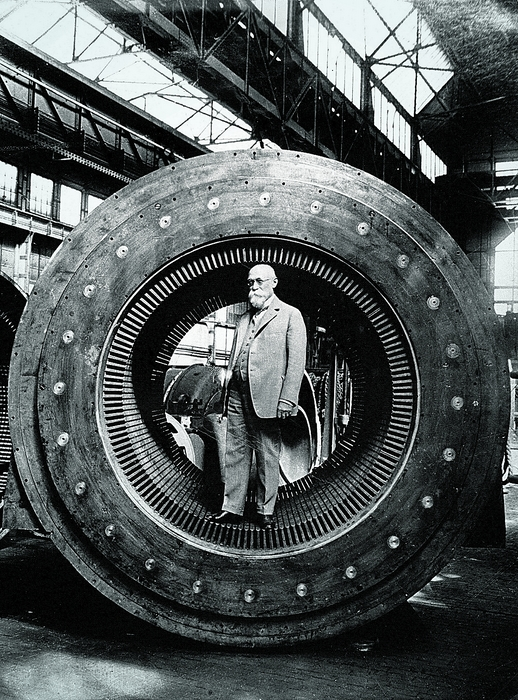
Otto Blathy junto a la armadura de un turbogenerador Ganz (1904).

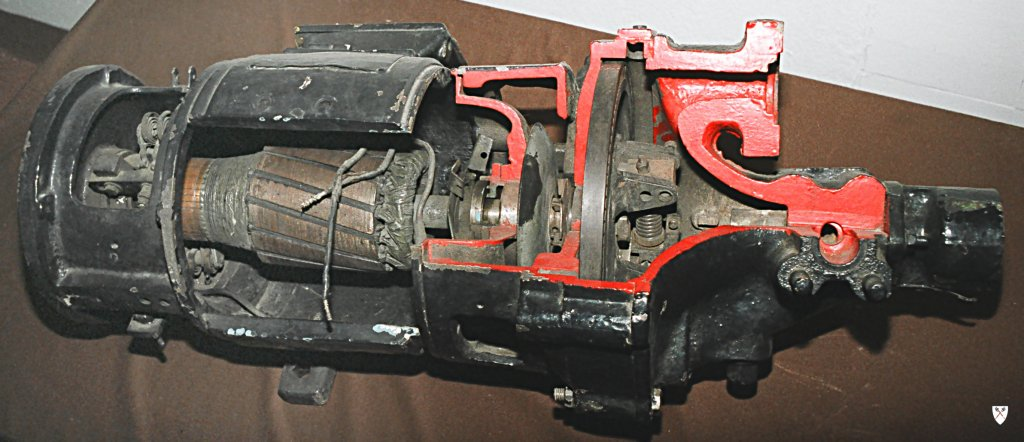
Pequeño grupo turbogenerador de vapor RP4 500W/24V para una locomotora de vapor: alternador (izquierda) + turbina (derecha).

Un turbogenerador es un generador eléctrico conectado al eje de una turbina de vapor o turbina de gas para la generación de energía eléctrica. Los grandes turbogeneradores de vapor proporcionan la mayor parte de la electricidad del mundo y también son utilizados por barcos turboeléctricos de vapor.
Los pequeños turbogeneradores impulsados por turbinas de gas se utilizan a menudo como unidades de potencia auxiliar (APU, principalmente para aviones).

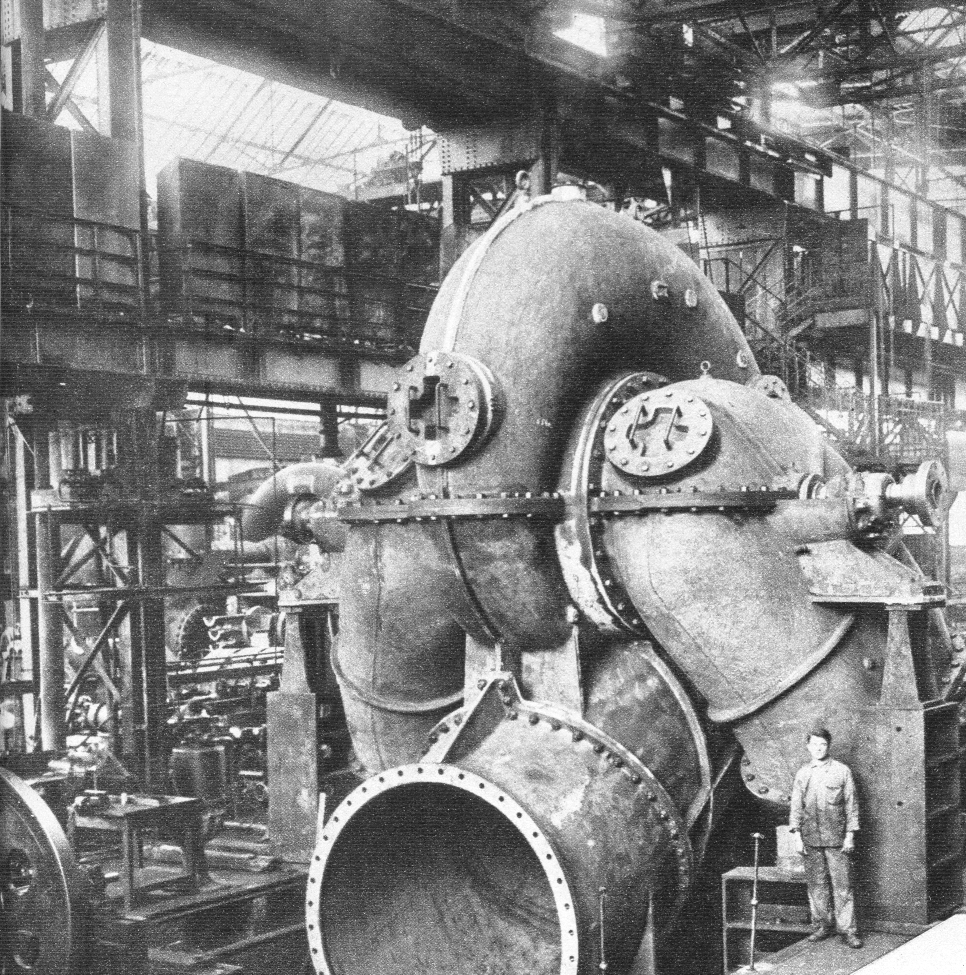
Construcción de turbinas por Ganz Company alrededor de 1886.

Los primeros turbogeneradores fueron generadores eléctricos accionados por turbinas hidráulicas. La primera turbina hidráulica húngara fue diseñada por los ingenieros de Ganz Works en 1866; la producción a escala industrial con generadores de dinamo comenzó solo en 1883. El ingeniero Charles Algernon Parsons hizo una demostración de un turbogenerador de CC a vapor utilizando una dínamo en 1887, y en 1901 había desarrollado el primer gran turbogenerador industrial de CA con potencia del orden de megavatios para una planta en Eberfeld, Alemania.
Los turbogeneradores también se utilizaron en locomotoras de vapor como fuente de energía para la iluminación de vagones y bombas de agua para sistemas de calefacción.

## Características constructivas
Los turbogeneradores se utilizan para altas velocidades de rotación del eje, típicas de las turbinas de vapor y gas. El rotor de un turbogenerador es un tipo de polo no saliente, generalmente con dos polos.
La velocidad normal de un turbogenerador es de 1500 o 3000 rpm con cuatro o dos polos a 50 Hz (1800 o 3600 rpm con cuatro o dos polos a 60 Hz). Las partes giratorias de un turbogenerador están sujetas a grandes esfuerzos mecánicos debido a la alta velocidad de operación. Para hacer que el rotor sea mecánicamente resistente en turboalternadores grandes, el rotor normalmente se forja de acero sólido y se utilizan aleaciones como cromo-níquel-acero o cromo-níquel-molibdeno. El voladizo de los devanados en la periferia se asegurará mediante anillos de retención de acero. Pesadas cuñas de metal no magnético en la parte superior de las ranuras sujetan los devanados de campo contra las fuerzas centrífugas. Se utilizan normalmente materiales aislantes de composición dura, como la mica y el asbesto, en las ranuras del rotor. Estos materiales pueden soportar altas temperaturas y altas fuerzas de trituración.
El estator de los turbogeneradores grandes se puede construir de dos o más partes, mientras que en los turbogeneradores más pequeños se construye en una pieza completa.

## Turbogenerador refrigerado por hidrógeno
Basado en el turbogenerador enfriado por aire, el hidrógeno gaseoso entró en servicio por primera vez como refrigerante en un turbogenerador enfriado por hidrógeno en octubre de 1937, en Dayton Power & Light Co. en Dayton, Ohio. El hidrógeno se utiliza como refrigerante en el rotor y, a veces, en el estator, lo que permite un aumento en la utilización específica y una eficiencia del 99,0%. Debido a la alta conductividad térmica, el alto calor específico y la baja densidad del hidrógeno, este es el tipo más común en su campo en la actualidad. El hidrógeno se puede fabricar in situ mediante electrólisis.
El generador está sellado herméticamente para evitar el escape del hidrógeno. La ausencia de oxígeno en la atmósfera interior reduce significativamente el daño del aislamiento de los devanados pordescargas corona. El hidrógeno circula dentro del recinto del rotor y se enfría mediante un intercambiador de calor gas-agua.